# 備後史談
『備後史談』（びんごしだん）は、かつて備後郷土史会が発行していた月刊歴史雑誌。

## 概要
備後地方の郷土史に関する研究・史料を紹介した。1925年（大正14年）1月から毎月発行され、1944年（昭和19年）6月の第20巻6号まで継続した。読者からの投稿を編集者である郷土史家の得能正通と濱本清一がまとめるという形をとった。発行当初の定価は本体25銭、郵税5厘、年間講読料では3円であった。戦時下の用紙統制により発刊できなくなり廃刊。戦後、郷土家村上正名が疎開中の得能正通を訪問した際、「心ならずも『備後史談』を休刊し、郷土史会も休止のやむなきに至っているので、ぜひ時を得て再開してくれ」と手持ちの整本を託された。
1970年（昭和45年）に芸備郷土誌刊行会より限定復刻版（非売品）が発行された。

### 発刊までの経緯
創刊1周年を迎えた第一巻第十二号に掲載の得能正通による回顧録によると、当初の雑誌名は『備後郷土史壇』、目的を「専ら郷土の史跡名区山川池海方物土産習俗慣例偉人傑士の事蹟、沿革、現勢を調査研究し、または説明発表せんがため」とし、1924年（大正13年）11月27日付に内務大臣若槻禮次郎に出願。同年12月11日付で出版許可を得た。諸事情により雑誌名を『備後史談』に変更する旨を12月14日付で届出。続けて1925年（大正14年）1月6日付で広島逓信局に対し第三種郵便物の出願を行い、同月21日付けで2月15日発行の第2号から第三種郵便物として認可された。第1号は郵便物認可を待たずに1月15日付で出版されたため、郵送の場合は第四種郵便物として扱われた。

## 内容
著名な郷土史家による研究が数多く掲載され学術性が高い。また個人所蔵の文献・資料や新聞に掲載された郷土史関連記事も数多く収集されている。備後の景勝地についての漢詩や和歌の作品、郷土史家動静の記事もあった。
投稿規定は第2巻までは「備後郷土史に関するものは何でも差支えなし。」とされた。第3巻からは「一 内容は備後郷土史に関するものたること」および「二 種類は、研究発表、史料提供（棟札、石碑、過去帳、古文書等）、探史紀行、読後感想、質疑応答、其他」と具体的な表現に変更された。

## 主な著者
備後郷土史会所属の郷土史家らが中心となって記事を投稿。著者らの職業は多彩で、政治家、軍人、教諭、神官、僧侶に加え大学生も執筆している。特に投稿数が多い著者を以下に記述する。
- 猪原薫一 - 郷土史家、海軍中佐。佐世保から寄稿。深安郡八尋村（現在の福山市神辺町大字八尋）出身。
- 五弓安二郎 - 陸軍教授。府中出身。
- 後藤中 - 号は蘆州（ろしゅう）。主な著作に『蘆洲詩稿』など。府中市出身。
- 眞田鶴松 - 海軍大佐、早稲田大学教授、文学博士（歴史学）。主な著作に『日章旗考』『国旗及祭日祝日の由来』など。東京から寄稿。芦品郡新市町（現在の福山市新市町）出身。
- 澤井常四郎 - 東京から寄稿。主な著作に『御調八幡と八幡荘』『御調郡誌編述｣』『増補三原志稿』『芸備の荘園』など。御調郡篝村（現在の三原市八幡町）出身。
- 得能正通 - 備後史談編集者（主幹）。養兎新聞社顧問。『備後叢書』編纂者。主な著作に『大日本養兎史』など。
- 中島博光 - 沼名前神社宮司。
- 中戸義胤 - 通称は千葉之進。主な著作に『廣谷村事蹟誌』。芦品郡広谷村（現在の府中市広谷町）出身[4]。
- 濱本清一 - 号は鶴賓（がくひん）。『備後史談』編集者。備後郷土史会創立者（発起人）。中国新聞社福山支局長。主な著作に『吉備高島考』『備南之名勝』『福山の今昔』『福山水害誌』『沼隈郡誌』『福山城誌』『水野家譜』『水野家の墓所と歴代』など。沼隈郡田尻村（現在の福山市田尻町）出身[5]。
- 彦坂如蘭 - 僧侶。
- 福田禄太郎 - 号は霽涯（せいがい）。福山中学校教諭。福山市西霞町出身[6]。
- 湯川大三郎 - 神村校訓導。先憂会幹事。府中出身。
- 和田英松 - 備後郷土史会会長。文学博士。東京帝国大学史料編纂官。沼隈郡鞆町出身。